# Samazan
Samazan är en kommun i departementet Lot-et-Garonne i regionen Nouvelle-Aquitaine i sydvästra Frankrike. Kommunen ligger i kantonen Le Mas-d'Agenais som tillhör arrondissementet Marmande. År 2022 hade Samazan 855 invånare.

## Befolkningsutveckling
Antalet invånare i kommunen Samazan
| Referens: INSEE |